# Die Insel der Träume
Die Insel der Träume ist ein 1925 gedrehtes deutsches Stummfilmmelodram von Paul Ludwig Stein mit Harry Liedtke, Liane Haid und Alfons Fryland in den Hauptrollen. Der Film basiert auf dem Roman “Die Königin der Gnadeninsel” von Paul Rosenhayn, der auch am Drehbuch mitgewirkt hatte.

## Handlung
Die Geschichte spielt in den 1920er Jahren, kurz nach der Oktoberrevolution, in exilrussischen Kreisen in Paris und an der französischen Mittelmeerküste. Hier haben sich zahlreiche Adelige und Hochadelige des untergegangenen ancien régime des Zaren eingefunden, die es geschafft hatten, den Bolschewiki daheim zu entfliehen. In diesen Kreisen steht nun eine prunkvolle Hochzeit an. Prinz Alexej Ermolow gedenkt die ebenso schöne wie wohlhabende Katja Nikolajewna zu ehelichen. In einem Pariser Luxushotel hat sich bereits die gehobene Gesellschaft eingefunden. Niemand ahnt, dass der Prinz komplett verarmt ist, da jener Herr außer seinem Titel nicht einmal mehr Ehre besitzt. Hier gesellt sich nicht gleich zu gleich, hier versucht vielmehr ein einst angesehener Russe eine sehr gute Mitgift zu ergattern. Nicht einmal die hohe Hotelrechnung kann er begleichen, doch mit seinem Namen schafft Alexej es, die Direktion der Nobelherberge zu blenden und damit zu vertrösten, dass er demnächst das geschuldete Geld aus Monte Carlo überweisen werde. Alexejs Vertröstungen basieren jedoch auf seiner Hoffnung, im dortigen Casino am Spieltisch zu gewinnen, was ja noch längst nicht ausgemacht ist. Zwischendurch vertreibt sich der Frischvermählte die Zeit mit anderen Frauen.
Katja ahnt lange Zeit nichts von alledem und findet einen wahren Freund erst in dem amerikanischen Geschäftsmann John Jellicoe, ein, wie man so sagt, Herr in den besten Jahren. Doch Alexej nimmt dessen finanzielle Unterstützung, die eigentlich für Katja gedacht ist, und zahlt einige seiner Schulden zurück. Den Rest gibt er wie immer aus: für Luxus und Frauen, mit denen er jedenfalls nicht verheiratet ist. Und noch immer hält Katja in ihrer Naivität ihren Gatten für einen Ehrenmann. Eines Tages wird der ebenso untreue wie unseriöse Schwerenöter bei seiner derzeitigen Geliebten, der verheirateten Baronin Valerie Mediansky, erschossen aufgefunden. Sofort fällt der Verdacht auf Jellicoe, denn der habe, wie man allgemein annimmt, allen Grund, auf den toten Nichtsnutz sehr sauer zu sein. Erst jetzt beginnt Katja zu begreifen, und sie nimmt, den edlen Charakter ihres altruistischen Gönners John Jellicoe erkennend, die Schuld am Tode Alexejs auf sich. Erst als ein weiterer russischer Exil-Adeliger bezeugt, dass ein anderer Liebhaber der Baronin den Ermordeten auf dem Gewissen hat, ist Jellicoe entlastet. Ekaterina „Katja“ Ermolowa erkennt, dass sie in Zukunft an der Seite des hochanständigen US-Amerikaners sehr viel besser fahren und hier auch ihr emotionales Glück finden wird.

## Produktionsnotizen
Die Insel der Träume entstand zwischen August und November 1925 an Außendrehorten wie Paris und der Riviera, passierte die Zensur am 16. Dezember 1925 und wurde am 11. März 1926 in Berlins UFA-Theater Kurfürstendamm uraufgeführt. Der mit Jugendverbot belegte Sechsakter besaß eine Länge von 2445 Meter. In Österreich lief der Film unter dem ursprünglich deutschen Zensurtitel Titel Eine anständige Frau am 17. September 1926 an.
Walter Reimann entwarf die Filmbauten.

## Kritik
Die Zeitschrift Der Filmbote schrieb: „Ein an dramatischen Geschehnissen reicher Film, dessen überaus lebensecht behandelter Inhalt und die ebensolche Darstellung von stärkster Wirkung ist.“